# Кастеллан, Эспри-Франсуа-Анри де
Эспри-Франсуа-Анри де Кастеллан (фр. Esprit-François-Henri de Castellane; 13 сентября 1730, Пон-Сент-Эспри — 23 флореаля VII года Республики / 12 мая 1799, Фонтенбло), сеньор де Новжан, называвшийся маркизом де Кастелланом — французский генерал.

## Биография
Сын Мишеля-Анжа де Кастеллана, сеньора де Новжана, французского посла в Константинополе, и Катрин де Латрей де Сорб.
Сеньор де Вилландри в Турени, дю Риво, Шатотьер, и прочее.
Лейтенант в Пехотном полку Короля, затем капитан Шотландских жандармов. Бригадир кавалерии (20.04.1768), кампмаршал (3.01.1770), почетный рыцарь мадам Софии Французской.
Унаследовал от отца должность губернатора Ньора. Генерал-лейтенант.
2 февраля 1786 был пожалован в рыцари орденов короля.
Эмигрировал в 1791 году. Исключен из списка эмигрантов 11 августа 1795.

## Семья
Жена (12.10.1750): Луиза-Шарлотта-Арманда Шарон де Менар (26.12.1732—1.04.1797), дочь Мишеля-Жана-Батиста Шарона, маркиза де Менара, губернатора Блуаского замка, и Анн де Кастра де Ларивьер
Дети:
- Анжелика-Шарлотта (16.12.1751—22.07.1822), дама дю Риво. Муж (30.04.1772): Камиль III д’Альбон, принц д'Ивето (1752—1789)
- Бонифас-Луи-Андре (4.08.1758—21.02.1837), граф де Кастеллан. Жена 1) (1778): Аделаида-Луиза-Гийонна де Роган-Шабо (1761—1805), дама д'Обижу, дочь Шарля-Розали де Роган-Шабо, графа д'Обижу, и Гийонны-Иасенты де Пон-Сен-Морис; 2) (1780): Александрина-Шарлотта-Софи (1763—1839), дочь Луи-Антуана-Огюста де Роган-Шабо, герцога де Рогана, и Элизабет-Луизы де Ларошфуко д'Анвиль
- Эспри-Бонифас (1.09.1763—17.10.1838), виконт де Кастеллан-Новжан. Жена (22.06.1784): Габриель-Шарлотта-Элеонора де Со де Таванн (1764—1827), дочь Шарля де Со, виконта де Таванна, и Мари-Элеоноры де Леви де Шатоморан
- Аглае-Франсуаза (26.01 1768 — ранее 1799). Муж (30.04.1787): Доминик-Ипполит д'Омс (1756—?)